# 一级响应
《一级响应》是由上海广播电视台、湖北广播电视台联合制作的纪录片，该纪录片以2019冠状病毒病武汉市疫情为叙事横轴，全景式、深层次展现武汉的抗疫全过程，亦有机连结武汉与全国、全球以及人类和自然的关系。该片同时为国家广播电视总局重点指导项目。
该片于2021年4月8日至10日在东方卫视和湖北卫视首播，亦会在上海广播电视台新闻综合频道、纪实人文频道播出。

## 制作背景
2020年1月，2019冠状病毒病首先在中国湖北省武汉市暴发疫情，《一级响应》摄制组赶赴武汉，拍摄抗疫期间的历史瞬间。全片结合了大量从网友和市民中征集而来的素材，尤其是源自在汉医护人员手机中的视频、照片和录音。片中出现了多名基层人员的镜头，如社区工作人员、义务服务医护人员的外卖小哥、志愿者司机、医生、护士和患者等。此外，该片记者还采访了部分抗疫专家与学者，如钟南山、张定宇、刘良等。

## 分集
《一级响应》按照线性叙述展开叙事，共分为五集：
- 第一集《一月》：记录2019冠状病毒病疫情在武汉的暴发到武汉封城的全过程，展现国家层面如何下定决心、坚定阻止疫情扩散；
- 第二集《二月》：本集叙述武汉封城早期的个体故事，见证了医院改造、八方支援、方舱建立、疫情拐点等历史性时刻；
- 第三集《三月》：讲述疫情中期迎来的向好变化，故事紧密围绕“保障人民生命安全”这一深刻主题；
- 第四集《四月》：本集重点聚焦援汉医疗队撤离、清明全国性哀悼活动、武汉解封、复工复产等关键节点；
- 第五集《五月》：本集着眼于“解封”后期，讲述普通人如何从伤痛中逐步走出，武汉是如何恢复日常，和国际社会又是如何交流抗疫经验的。

## 播出信息
| 播出频道                   | 播出时间                   |
| -------------------------- | -------------------------- |
| 东方卫视、湖北卫视         | 2021年4月8日-4月10日22:00  |
| 上海广播电视台新闻综合频道 | 2021年4月12日-4月16日23:00 |
| 上海广播电视台纪实人文频道 | 2021年4月8日-4月12日20:00  |

网络播出方面，本片由SMG旗下百视TV首播（含电视直播），并授权腾讯视频播出。而SMG旗下的看看新闻电视直播模块中的东方卫视、新闻综合频道和纪实人文频道在播出该节目时，由于版权限制全程屏蔽节目，改以《航拍上海·静安篇》代替。但在节目专题页中可以点播该片的完整内容。

## 收视率
本节目在4月8日第1集首播当晚，即获得CSM63城0.26的收视率，位居同时段收视第二，22点档同类节目收视第一。

| 中国大陆 东方卫视／湖北卫视 首播收视率 （CSM59） |               |          |          |          |          | |          | |
| 集數                                             | 播出日期      | 东方卫视 | 东方卫视 | 东方卫视 | 湖北卫视 | 湖北卫视 | 湖北卫视 | 備註 |
| 集數                                             | 播出日期      | 收視率   | 收視份額 | 排名     | 收視率   | 收視份額 | 排名     | 備註 |
| 1                                                | 2021年4月8日  | 0.127    | 0.85     | 19       | 0.107    | 0.69 | 21       | |
| 2                                                | 2021年4月8日  | 0.091    | 1.12     | 24       | 不適用   | |          | |
| 3                                                | 2021年4月9日  | 0.338    | 1.94     | 14       | 0.088    | 0.44 | 不適用   | 当日浙江播出《王牌对王牌》，湖南播出《乘风破浪年度总决赛》、《百变大咖秀2021》，东方播出《接招吧前辈》，江苏播出《最强大脑》 |
| 4                                                | 2021年4月9日  | 0.101    | 1.06     | 26       | 不適用   | |          | 当日浙江播出《王牌对王牌》，湖南播出《乘风破浪年度总决赛》、《百变大咖秀2021》，东方播出《接招吧前辈》，江苏播出《最强大脑》 |
| 5                                                | 2021年4月10日 | 0.701    | 4.56     | 11       | 不適用   | 当日浙江播出《為歌而讚》，湖南播出《快乐大本营》，东方播出《金曲青春》，北京播出《跨界喜剧王》，江苏播出《非诚勿扰》 |          | |

1. 数据由广视索福瑞提供，调查范围为四岁以上之观众。
2. 以上收视排名包括央视在内。